# 山田佳奈実
山田 佳奈実（やまだかなみ、2000年5月5日 - ）は、日本の女優、モデル。静岡県出身。ジャパン・ミュージックエンターテインメント（イー・コンセプト）所属。

## 略歴・人物
- 2014年から「DANCE☆generation」の専属モデルとして活躍。
- 2017年に映画『チア☆ダン〜女子高生がチアダンスで全米制覇しちゃったホントの話〜』で女優デビュー[3]。
- おうし座。A型。
- 特技はダンス、バスケットボール。

## 出演

### 映画
- チア☆ダン〜女子高生がチアダンスで全米制覇しちゃったホントの話〜（2017年3月11日公開） - ダンス部員・かなみ 役
- マンハント（2018年2月9日公開）
- 来る（2018年12月7日公開）- 巫女 役
- 町田くんの世界（2019年6月7日公開）
- 東京アディオス（2019年10月11日公開）
- 地獄少女（2019年11月15日公開）
- 461個のおべんとう（2020年11月6日公開）
- ウェディング・ハイ（2022年3月12日公開）- 池田里奈 役

### テレビドラマ
- ハケンのキャバ嬢・彩華（2017年、AbemaTVと朝日放送）
- 先に生まれただけの僕（2017年、日本テレビ） - 三田ほのか 役
- 都立水商!〜令和（2019年、毎日放送）
- 松本清張ドラマ 黒い画集・証言（2020年5月9日、NHK BSプレミアム） - 石野薫 役

### CM
- ベネッセコーポレーション「進研ゼミプラス」Web CM[4]